# Guillaume Mazéas
Pour les articles homonymes, voir Mazéas.
 (mars 2019).
L'abbé Guillaume Mazéas (1720-1775) est savant français, correspondant de l'Académie des sciences et membre de la Société scientifique royale de Londres.

## Contexte familial
Mathurin Mazéas, notaire et procureur de Landerneau, envoie ses deux fils, Jean-Mathurin (1713-1801) et Guillaume, faire leurs études supérieures à Paris, au collège de Navarre, à l'issue desquelles tous deux embrassent la carrière ecclésiastique, ce qui ne les empêche pas de poursuivre leurs travaux scientifiques. Jean-Mathurin se distingue par ses qualités de pédagogue et publie « Élémens d'arithmétique, d'algèbre et de géométrie ». Il perd son emploi de professeur au lycée de Navarre pendant la Révolution et meurt à Paris, dans la pauvreté.

## Biographie
Guillaume Mazéas est d'abord bibliothécaire d'Adrien Maurice de Noailles et de son fils, le Duc d'Ayen et à ce titre il s'occupe longtemps de leur jardin de Saint-Germain-en-Laye ..
C'est un savant éclectique, correspondant de Hales et de l'Académie des sciences, membre de la Société scientifique royale de Londres.
Il est le premier à expérimenter le paratonnerre imaginé par Benjamin Franklin. Plus qu'un chercheur ou un découvreur, Guillaume Mazéas est un bon vulgarisateur.
Après l'électricité, le savant breton s'intéresse à la botanique, à la médecine, à l'optique, publiant divers mémoires. Il poursuit des recherches sur les teintures et la Société d'Agriculture de Rennes le charge d'étudier la fabrication du savon à partir de l'alcali des plantes marines. C'est ainsi qu'il met au point une soude à base de plante marine en mélangeant les cendres de salicorne avec de la poudre de charbon et du salpêtre dans des proportions bien définies. Guillaume Mazéas adresse son compte-rendu à l'académicien dont il est le correspondant, Étienne Mignot de Montigny, et lui expédie des échantillons. Son produit n'est pas très apprécié par les industriels de la verrerie et la manufacture de Saint-Gobin préfère s'adresser à Bernard de Jussieu pour se procurer des graines de soudes d'Alicante. Mais il est utilisable en teinturerie et supérieur à la soude d'Alicante pour teindre en rouge les étoffes de lin
En 1758, il part comme secrétaire d'ambassade de l'évêque de Laon (ambassadeur de France à Rome) où il en profite pour admirer la Rome antique et étudier le pourpre dans la peinture romaine. En 1759, il revient en Bretagne, chargé de caisses de coquillages (pourpre) afin de poursuivre ses travaux. Il y demeure comme chanoine de la cathédrale de Vannes, où il meurt en 1775.